# Limonka i Kruczek
Limonka i Kruczek (tur. Limon ile Zeytin, ang. Limon and Oli, 2014) – turecki serial animowany wykonany w technice trójwymiarowej 3D.
Premiera serialu miała miejsce w Turcji 29 listopada 2014 na tureckim kanale Disney Channel. W Polsce serial zadebiutował 23 marca 2015 na antenie Disney Junior.

## Opis fabuły
Serial opisuje perypetie dwóch małych kurczaczków – Limonki i Kruczka, którzy codziennie przeżywają niesamowite przygody, świetnie się przy tym bawiąc.

## Bohaterowie
- Limonka – główna bohaterka kreskówki, żółty kurczaczek. Nosi różową kokardkę.
- Kruczek – główny bohater obok Limonki, czarny kurczaczek. Nosi czerwoną czapkę oraz niebieskie buty.

## Wersja polska
Wersja polska: SDI Media Polska

Reżyseria: Marek Robaczewski

Tekst polski:
- Małgorzata Kochańska (odc. 1-4, 11-20),
- Olga Świerk (odc. 5-6, 8-9)

Montaż: Magdalena Waliszewska (odc. 1-4, 11-20)

Koordynacja produkcji: Ewa Krawczyk

W wersji polskiej udział wzięli:
- Marta Dylewska – Limonka
- Artur Pontek – Kruczek
- Janusz Wituch – Bub
- Joanna Węgrzynowska-Cybińska – May
- Marta Dobecka – 
  - Giciko,
  - różne role
- Bożena Furczyk – 
  - chomik Hems,
  - różne role

W pozostałych rolach:
- Robert Tondera – 
  - organizator,
  - sprzedawca,
  - różne role
- Joanna Borer-Dzięgiel – 
  - Mama,
  - różne role
- Sebastian Michalski – 
  - Deni,
  - różne role
- Mateusz Weber – 
  - Keni,
  - różne role
- Karol Osentowski – 
  - Beni,
  - różne role
- Anna Sztejner – Zukuni

i inni
Lektor: Artur Kaczmarski

## Spis odcinków
| Premiera odcinka | N/o | Polski tytuł            | Turecki tytuł           |
| ---------------- | --- | ----------------------- | ----------------------- |
|                  |     |                         |                         |
| SERIA PIERWSZA   |     |                         |                         |
|                  |     |                         |                         |
| 23.03.2015       | 01  | Dom, w którym straszy   | Hayaletli Ev            |
|                  |     |                         |                         |
| 24.03.2015       | 02  | Idealny prezent         | Mükemmel hediye         |
|                  |     |                         |                         |
| 25.03.2015       | 03  | Buty do tańca           | Dans Ayakkabıları       |
|                  |     |                         |                         |
| 26.03.2015       | 04  | Teleskop                | Teleskop                |
|                  |     |                         |                         |
| 16.11.2015       | 05  | Beksa                   | Sulu Göz                |
|                  |     |                         |                         |
| 17.11.2015       | 06  | Celowa pomyłka          |                         |
|                  |     |                         |                         |
|                  | 07  |                         |                         |
|                  |     |                         |                         |
| 18.11.2015       | 08  | Ona ma moc              | Şansli Hapşirik         |
|                  |     |                         |                         |
| 19.11.2015       | 09  | Motyla dama             |                         |
|                  |     |                         |                         |
| 20.11.2015       | 10  |                         |                         |
|                  |     |                         |                         |
| 27.03.2015       | 11  | Mój przyjaciel bałwan   | Kardan Adam Yapma       |
|                  |     |                         |                         |
| 28.03.2015       | 12  | Zastępstwo na scenie    | Yedek Şarkıcı           |
|                  |     |                         |                         |
| 29.03.2015       | 13  | Słodki chomik Hems      | Tatlı Bela Hems         |
|                  |     |                         |                         |
| 30.03.2015       | 14  | Wyprawa na księżyc      | Aya Yolculuk            |
|                  |     |                         |                         |
| 31.03.2015       | 15  | Czkawka Buba            | (Babişko Hıçkırık)      |
|                  |     |                         |                         |
| 01.04.2015       | 16  | Złoty medal             | Altın Madalya           |
|                  |     |                         |                         |
| 02.04.2015       | 17  | Wielka żółta łódź       | Büyük sarı bot          |
|                  |     |                         |                         |
| 03.04.2015       | 18  | Biżuteria May           | Çıt Çıt hanım'ın sanatı |
|                  |     |                         |                         |
| 04.04.2015       | 19  | Meteoryt                | Göktaşı                 |
|                  |     |                         |                         |
| 05.04.2015       | 20  | Rozzłoszczone ptaszysko | Kızgın Kuş              |
|                  |     |                         |                         |